# August Kindermann
Pour les articles homonymes, voir Kindermann (homonymie).
August Kindermann, né le 6 février 1817 à Potsdam et décédé le 6 mars 1891 à Munich est un chanteur (baryton-basse) allemand, particulièrement connu pour ses interprétations des opéras de Richard Wagner.

## Biographie
August Kindermann commence sa carrière en chantant dans le chœur de l'Opéra d'État de Berlin en 1836 et fait ses débuts de soliste il en 1837 dans un petit rôle dans Agnes von Hohenstaufen de Spontini. Il chante des rôles de basse et de baryton à l'Opéra de Leipzig de 1839 à 1846. Pendant son séjour à Leipzig, il devient l'ami d'Albert Lortzing et chante dans les premières de deux de ses opéras: le rôle-titre dans Hans Sachs (1840 ) et le comte von Eberbach dans Der Wildschütz (1842). Il a également chanté Gazna dans la première de l'oratorio profane de Robert Schumann Das Paradies und die Peri (1843). En 1846, Kinderman est engagé à l'Opéra d'État de Bavière à Munich. Il acquiert une grande popularité. En 1855, il met en scène la production de Tannhäuser de Wagner et chante le rôle de Wolfram. Pendant son séjour à Munich, il incarne Wotan dans les premières de Das Rheingold (1869) et Die Walküre (1870), ainsi que Titurel dans la première de Parsifal (1882). Il chante également le comte Eckart dans la première de l'opéra de Josef Rheinberger Die sieben Raben (1869). Les filles d'August Kinderman, Franziska, Hedwig Reicher-Kindermann, et Marie Kindermann sont aussi des chanteuses d'opéra.

## Source de traduction
- (en) Cet article est partiellement ou en totalité issu de l’article de Wikipédia en anglais intitulé « August Kindermann » (voir la liste des auteurs).